# 炭敬
炭敬，又稱節敬，中國貪污的一種形式，是清朝外官在冬季馈赠京官的银钱，蓋因地方官多在冬季時以替京官購置木炭取暖為名而來，由於是春節前後發放故又稱節敬。相對於冰敬，炭敬的等級較低。
炭敬金額不一，但最低額度是八两。炭敬的金額有其特別名目，例如四十两银子稱“四十贤人”，三百两稱“毛诗一部”，一千两银子稱是“千佛名经”。《官场现形记》第十七回描寫：“单太爷道：‘现在已到年下了，送点小意思，总算个炭敬罢了。’魏竹岗道：‘炭敬亦有多少：一万、八千也是，三十、二十亦是。’”
炭敬終究不是合法的款帳，實際上是屬於三敬之一的陋规，但積習既久，查不勝查。京官薪資收入不多，又講究排场，日日夜宴，不能不接受外官的額外贈禮。冯桂芬说:“大小京官，莫不仰给于外官之别敬、炭敬、冰敬。”曾國藩本人同樣也接受“炭敬”，道光二十一年正月，曾國藩接受程玉樵送别敬十二两，罗苏溪送炭资十两，李石梧送炭资十六两，但仍難以為生。同治五年十二月初六日，當時曾國藩擔任两江总督，他在给曾国潢的信中说：“同乡京官，今冬炭敬犹须照常馈送。”
清朝曾爆發雲南報銷案，有御史陈启泰、江西道监察御史洪良品先後弹劾军机大臣受贿，王文韶、李鸿藻承认接受过“炭敬”。惇亲王奕誴主张严查炭敬、别敬等變相贿赂，翁同龢等表示反對，最后，慈禧太后對此不予追究。